# Dasychira conspersa
Dasychira conspersa är en fjärilsart som beskrevs av Walker 1865. Dasychira conspersa ingår i släktet Dasychira och familjen tofsspinnare. Inga underarter finns listade i Catalogue of Life.